# بخش لوکنیانسکی
بخش لوکنیانسکی (به لاتین: Loknyansky District) یک منطقهٔ مسکونی در روسیه است که در استان پسکوف واقع شده‌است.